# Pernilla Wiberg

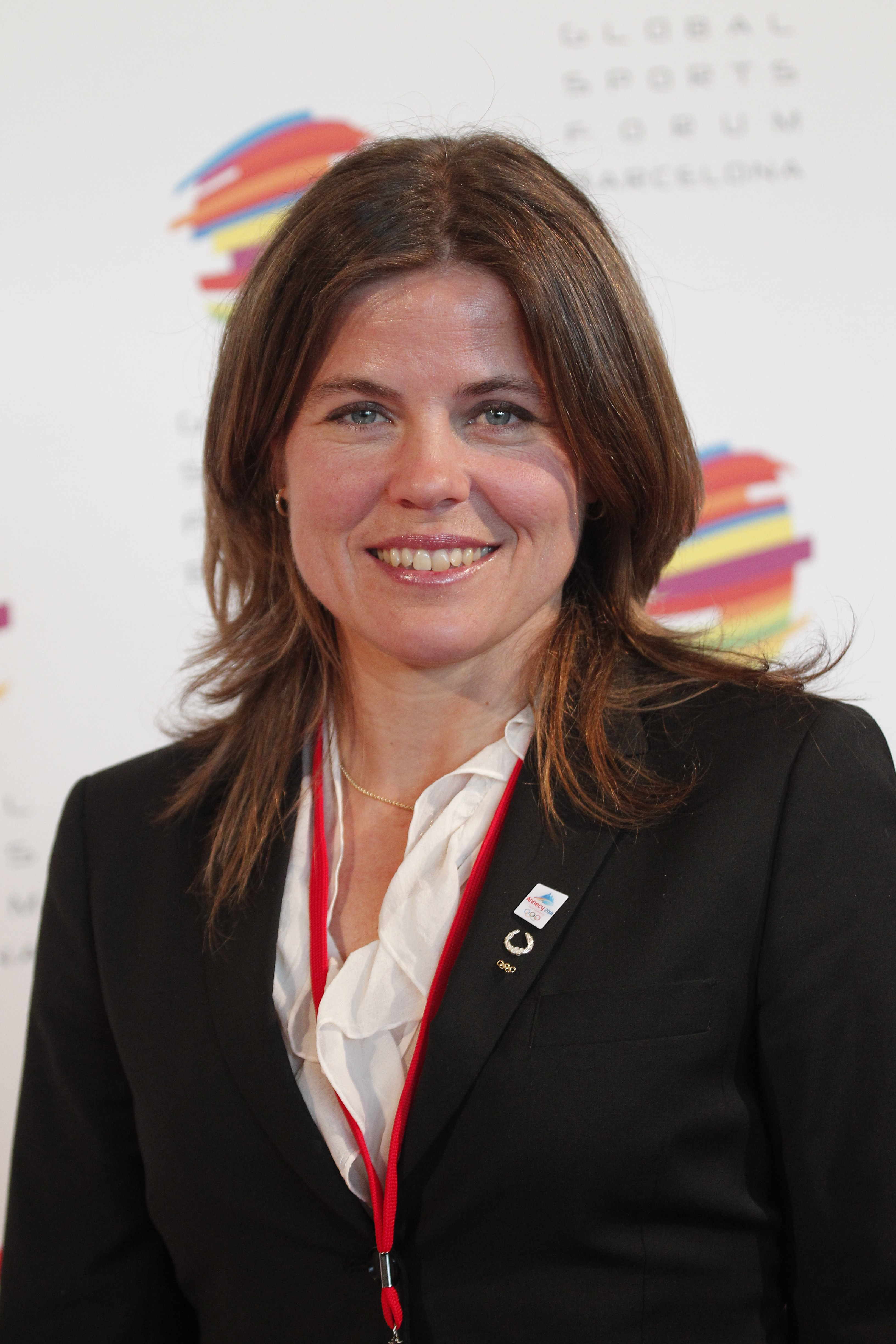
Pernilla Wiberg (2011)

Pernilla Christina Wiberg (Norrköping, 15 oktober 1970) is een voormalige Zweedse alpineskiester. Ze was een allroundskiester die in alle disciplines uitblonk. In 1997 werd ze eindwinnares van de Wereldbeker Alpineskiën. In totaal won ze 23 wedstrijden voor de Wereldbeker.
Ze won tweemaal olympisch goud: in 1992 op de reuzenslalom en in 1994 op de combinatie. In 1998 won ze het zilver op de afdaling, achter haar grote rivale Katja Seizinger. Daarnaast werd ze vier keer wereldkampioene.
Na de Olympische Winterspelen 2002 in Salt Lake City beëindigde ze haar skicarrière. Ze bezit een hotel, het Pernilla Wiberg Hotell in het wintersportoord Idre Fjäll in de Zweedse provincie Dalarna. Sedert 1995 woont ze in Monaco.

## Belangrijkste resultaten
(Bron: Website van de FIS)

### Olympische Winterspelen
- Olympische Winterspelen 1992 in Albertville: goud op de reuzenslalom
- Olympische Winterspelen 1994 in Lillehammer: goud op de combinatie
- Olympische Winterspelen 1998 in Nagano: zilver op de afdaling

### Wereldkampioenschappen Alpineskiën
- Wereldkampioenschappen Alpineskiën 1991 in Saalbach-Hinterglemm: goud op de reuzenslalom
- Wereldkampioenschappen Alpineskiën 1996 in Sierra Nevada (Spanje): goud op de slalom en goud op de combinatie
- Wereldkampioenschappen Alpineskiën 1997 in Sestriere: brons op de afdaling
- Wereldkampioenschappen Alpineskiën 1999 in Vail/Beaver Creek, Colorado: goud op de combinatie; zilver op de slalom

### Wereldbeker Alpineskiën
- Eindwinnaar van de algemene wereldbeker in 1997
- Eindwinnaar van de wereldbeker slalom in 1997
- Eindwinnaar van de wereldbeker combinatie in 1994, 1995 en 1997.
- 23 overwinningen in wereldbekerwedstrijden:
  - 07/01/1991, Bad Kleinkirchheim (Oostenrijk): slalom
  - 10/03/1991, Lake Louise (Canada): reuzenslalom
  - 20/03/1991, Waterville Valley (Verenigde Staten): slalom
  - 28/02/1992, Narvik (Noorwegen): reuzenslalom
  - 06/12/1992, Steamboat Springs (Verenigde Staten): slalom
  - 12/12/1992, Veysonnaz (Zwitserland): slalom
  - 06/01/1994, Morzine (Frankrijk): slalom
  - 17/01/1994, Cortina d'Ampezzo (Italië): Super-G
  - 12/03/1995, Lenzerheide (Zwitserland): slalom
  - 12/03/1995, Lenzerheide (Zwitserland): combinatie
  - 22/12/1995, Veysonnaz (Zwitserland): slalom
  - 29/12/1995, Semmering (Oostenrijk): slalom
  - 01/12/1996, Lake Louise (Canada): super-G
  - 28/12/1996, Semmering (Oostenrijk): slalom
  - 04/01/1997, Maribor (Slovenië): slalom
  - 12/01/1997, Bad Kleinkirchheim (Oostenrijk): super-G
  - 19/01/1997, Zwiesel (Duitsland): slalom
  - 02/02/1997, Laax (Zwitserland): combinatie
  - 07/03/1997, Mammoth Mountain (Verenigde Staten): slalom
  - 12/03/1997, Vail (Verenigde Staten): afdaling
  - 16/03/1997, Vail (Verenigde Staten): slalom
  - 03/01/1999, Maribor (Slovenië): slalom
  - 18/12/1999, Sankt Moritz (Zwitserland): afdaling